# Chemin de fer Eagle Lake et West Branch
 (avril 2023).
La mise en forme du texte ne suit pas les recommandations de Wikipédia : il faut le « wikifier ».
Les points d'amélioration suivants sont les cas les plus fréquents. Le détail des points à revoir est peut-être précisé sur la page de discussion.
- Les titres sont pré-formatés par le logiciel. Ils ne sont ni en capitales, ni en gras.
- Le texte ne doit pas être écrit en capitales (les noms de famille non plus), ni en gras, ni en italique, ni en « petit »…
- Le gras n'est utilisé que pour surligner le titre de l'article dans l'introduction, une seule fois.
- L'italique est rarement utilisé : mots en langue étrangère, titres d'œuvres, noms de bateaux, etc.
- Les citations ne sont pas en italique mais en corps de texte normal. Elles sont entourées par des guillemets français : « et ».
- Les listes à puces sont à éviter, des paragraphes rédigés étant largement préférés. Les tableaux sont à réserver à la présentation de données structurées (résultats, etc.).
- Les appels de note de bas de page (petits chiffres en exposant, introduits par l'outil «  Source ») sont à placer entre la fin de phrase et le point final[comme ça].
- Les liens internes (vers d'autres articles de Wikipédia) sont à choisir avec parcimonie. Créez des liens vers des articles approfondissant le sujet. Les termes génériques sans rapport avec le sujet sont à éviter, ainsi que les répétitions de liens vers un même terme.
- Les liens externes sont à placer uniquement dans une section « Liens externes », à la fin de l'article. Ces liens sont à choisir avec parcimonie suivant les règles définies. Si un lien sert de source à l'article, son insertion dans le texte est à faire par les notes de bas de page.
- La présentation des références doit suivre les conventions bibliographiques. Il est recommandé d'utiliser les modèles {{Ouvrage}}, {{Chapitre}}, {{Article}}, {{Lien web}} et/ou {{Bibliographie}}. Le mode d'édition visuel peut mettre en forme automatiquement les références.
- Insérer une infobox (cadre d'informations à droite) n'est pas obligatoire pour parachever la mise en page.

Pour une aide détaillée, merci de consulter Aide:Wikification.
Si vous pensez que ces points ont été résolus, vous pouvez retirer ce bandeau et améliorer la mise en forme d'un autre article.
46°19′20″N 69°22′30″W / 46.3223°N 69.3750°W

Le chemin de fer «Eagle Lake and West  Branch Railroad» est construit pour transférer le bois de pulpe entre les bassins versants au nord du Maine (USA) et permettre le flottage du bois vers une usine à papier située plus au sud. Le chemin de fer fonctionne de 1927 à 1933, dans un endroit si difficile d'accès que les locomotives à vapeur ont été abandonnées sur place et restent exposées aux intempéries sur le site du tramway d'Eagle Lake.

## Histoire
Les forêts de conifères du nord du Maine  ont été une source de bois de pulpe tout au long du XXe siècle. En hiver, les arbres étaient coupés en longueurs de 1,2 m (4 pieds), chargés sur des traîneaux (remorqués par des animaux de trait ou des grumiers) et transportés jusqu'à la rivière ou le lac le plus proche. Au printemps lorsque la neige et la glace sont fondues, le bois est dirigé par flottage vers une papetière située en aval. Le bois, récolté dans le bassin supérieur de la rivière Allagash qui coule vers le fleuve St-Jean au Canada, est destiné à la papeterie de la «Great Northern Paper Company» située  au sud, sur la branche ouest de la rivière Penobscot à Millinocket, Maine, USA.

### Emplacement géographique
Eagle Lake se situe au sud-est de Lac Frontière, lui-même à l’est de la ville de Québec. Lors de la séparation des colonies américaines de l’Angleterre, tout le nord actuel du Maine faisait partie du Canada jusqu’à ce que le traité Webster-Ashburton, signé le 9 août 1842, en décide autrement. C’est approximativement le territoire qui est au nord de la voie ferrée du Canadien Pacifique (CPR), au bas de la carte de 1923 ci-jointe (la section à partir de Lennoxville a été construite en 1879 par l’INTERNATIONAL RAILWAY of Maine, achetée par le CPR). La voie transcontinentale du CPR atteint l’Atlantique par Montréal, Sherbrooke, Lennoxville, Lac Mégantic pour rejoindre à travers le Maine, Jackman, Greenville, Brownville Jonction et atteindre St-Jean au Nouveau-Brunswick au Canada. De Brownville, la voie du «Maine Northern Railway» remonte via Millinocket jusqu’à Madawaska près d’Edmunston (N.B.). Les voies ferrées canadiennes qui desservent les provinces maritimes sont l’Intercolonial (ICR) et le National Transcontinental (NTR). Pour Édouard Lacroix qui demeure à St-Georges de Beauce, le chemin de fer Québec Central (QCR) dessert le nord de la rivière Chaudière (la Beauce) jusqu’au terminus de Lac Frontière à l'Est. Via Scott Jonction, le QCR descend aussi vers le sud avec deux lignes, celle de Sherbrooke (qui rejoint le Vermont, USA) et celle de Lac Mégantic qui rejoint le CPR.

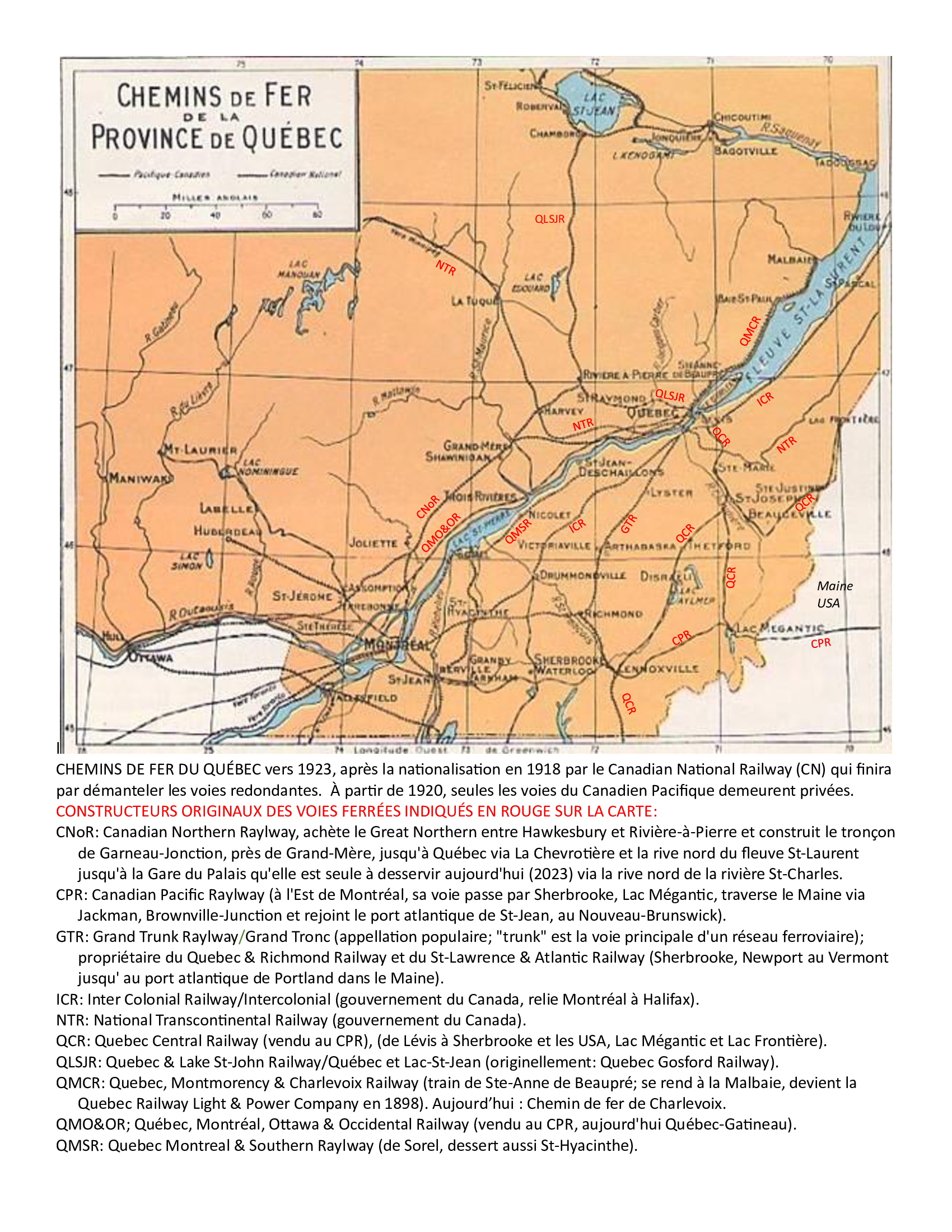
Chemins de fer du Québec vers 1923.
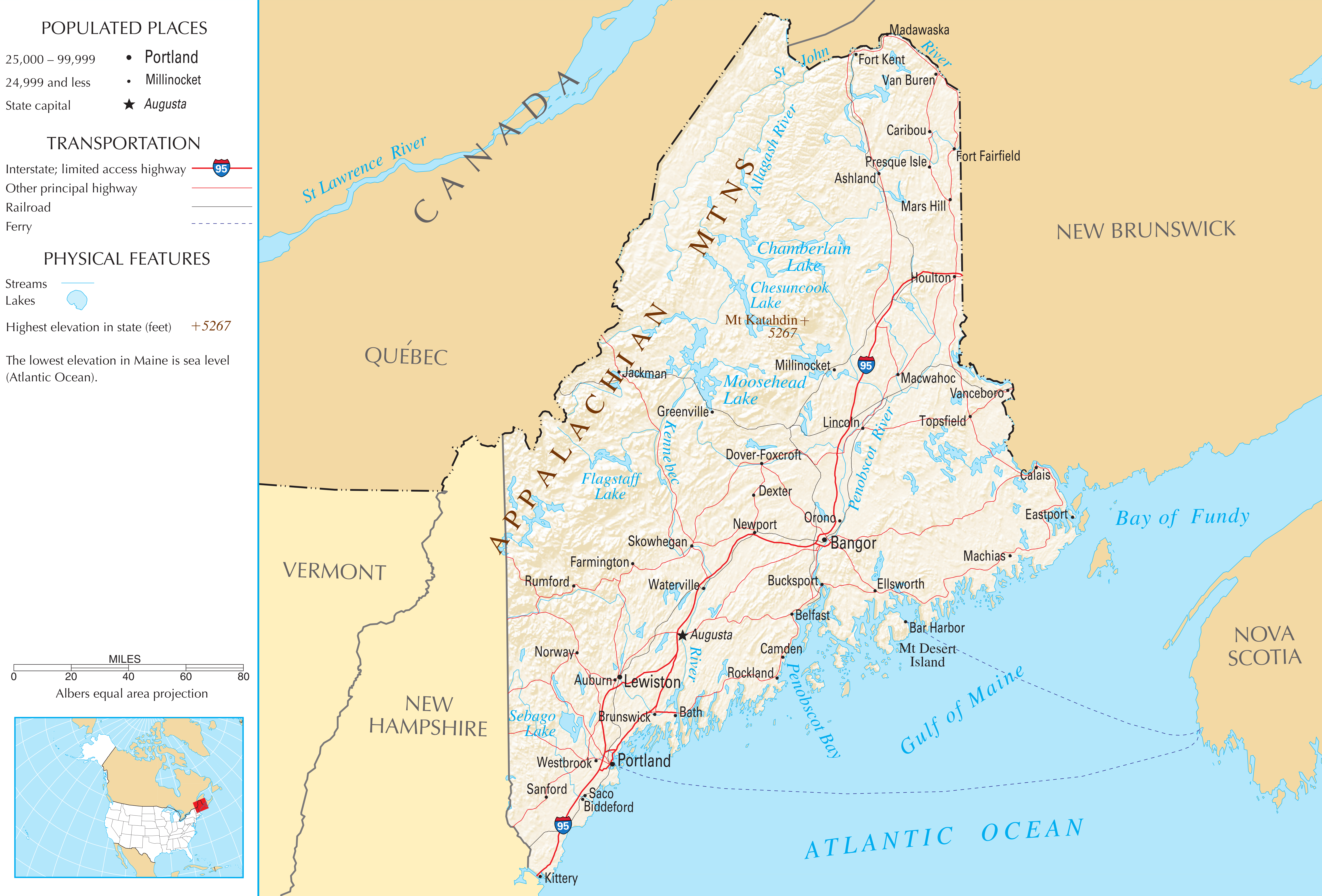
Carte du Maine.
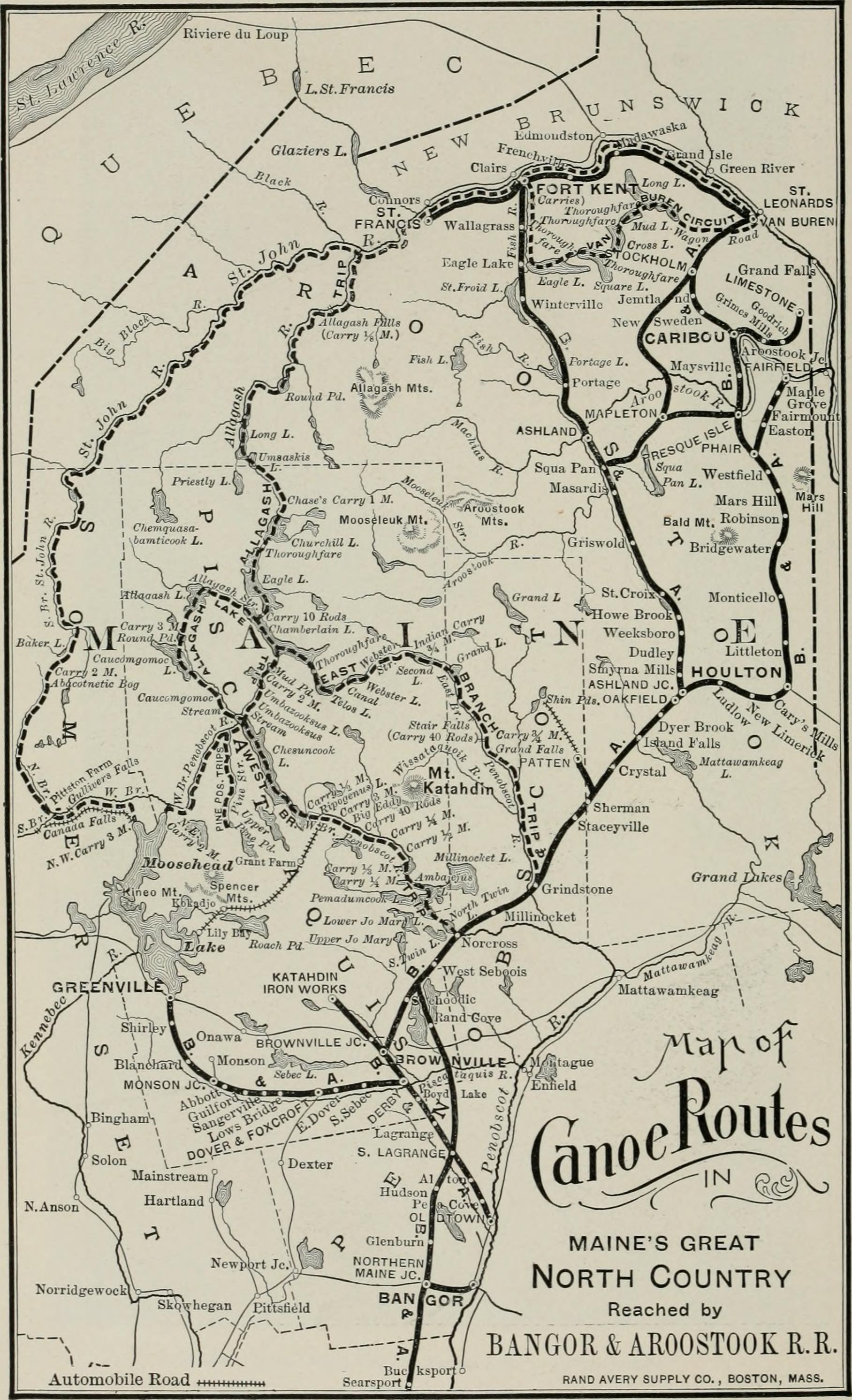
Voies ferrées du Maine 1917.
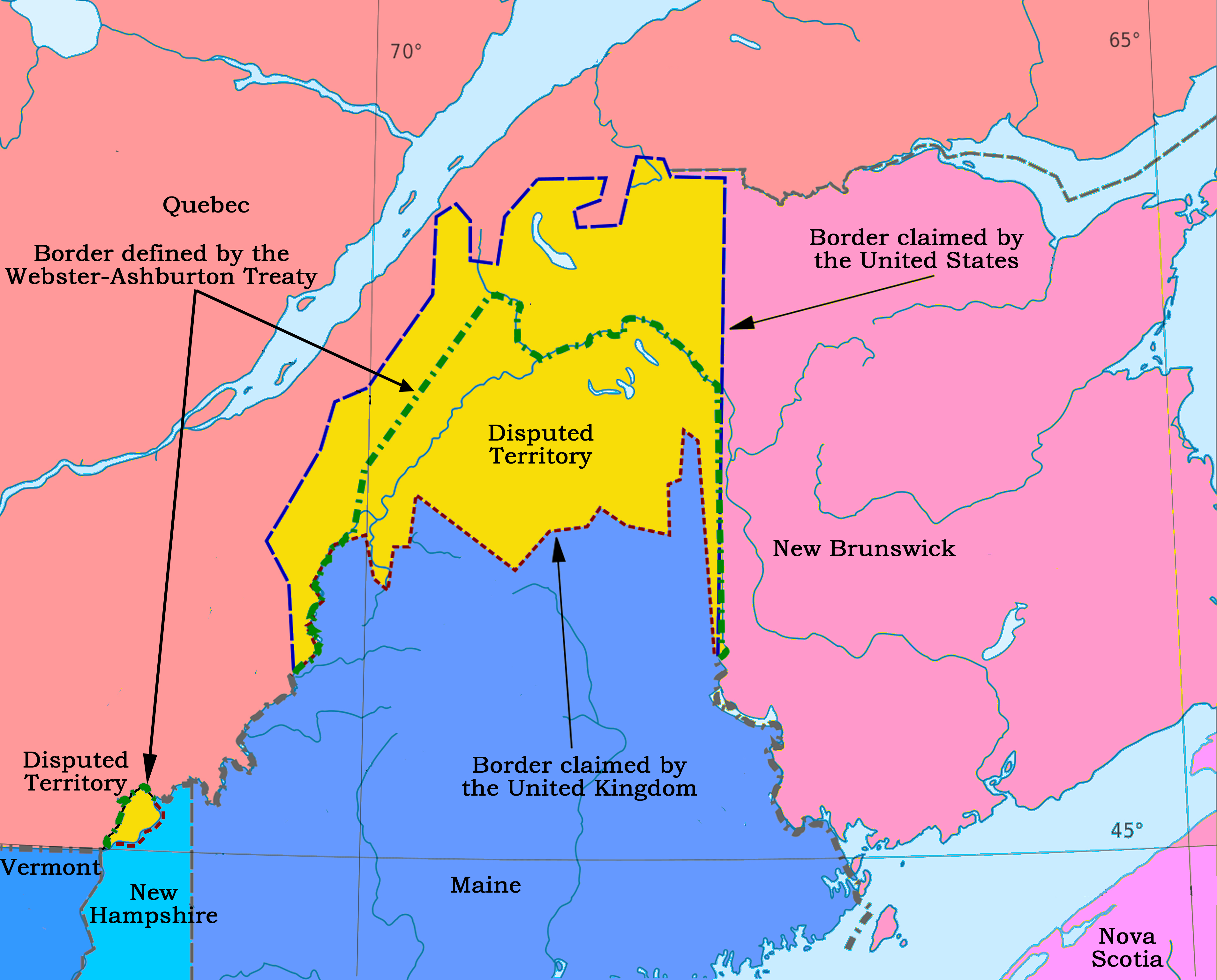
Frontière contestée.
Carte du Maine (relief).

### Édouard Lacroix, le «Canadian Lumber Baron» (Baron Forestier)

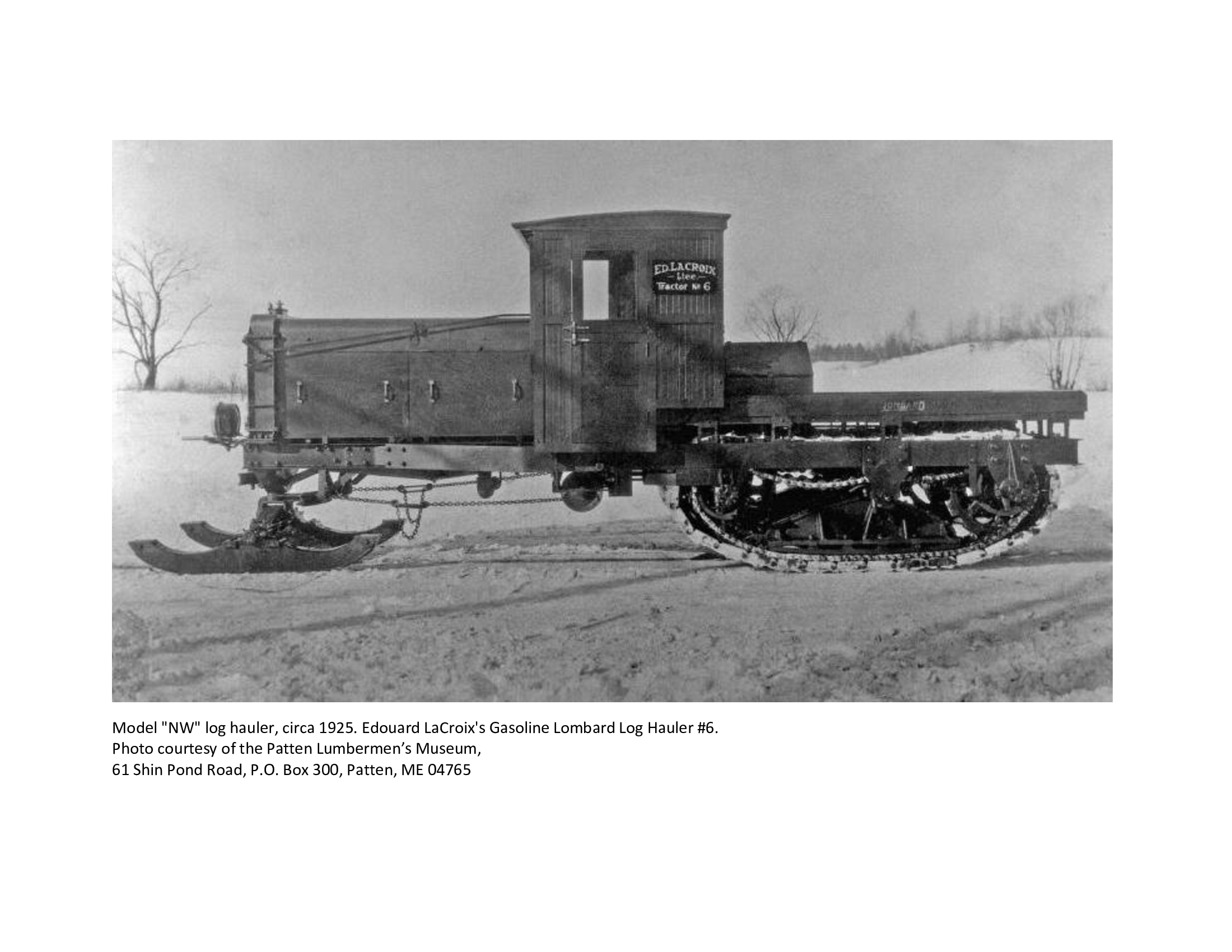
Grumier Lombard de Lacroix (no 6) vers 1925.

Édouard Lacroix est un canadien français peu fortuné qui commence à travailler à 14 ans comme bagagiste pour le chemin de fer «Quebec Central Railway». Doté d'une excellente mémoire et d'un sens aigu des affaires, il construit un empire industriel en seulement une douzaine d'années. Entre 1920-1930, il est le plus gros entrepreneur forestier du Maine. Il n'hésite pas à construire des routes, des ponts, des barrages ou des villages. En 1926, il construit une route de 80,5 km (50 milles) de Lac-Frontière au Québec jusqu'au lac Churchill du Maine qu'il prolonge en rénovant un ancien chemin forestier, le «9-14 Road», de 29 km (18 milles) jusqu'au site du tramway du lac Eagle (utilisable par les semi-chenillés Lombard en hiver seulement). Après l'incendie de l'entrepôt du lac Clayton et la perte de ce qu'il contenait, il en construit un autre. Il utilise12 camions à benne basculante (modèle Reo1926) et des semi-chenillés Lombard de 10 tonnes. Il construit le quartier général (Churchill Dépôt) d'une de ses compagnies (la Madawaska), pour gérer l'exploitation forestière de la région de 1926 à 1938 ainsi qu'un important garage permettant de travailler sur 14 semi-chenillés Lombard simultanément. Le village de Churchill a deux écoles (française et anglaise). À l'hiver 1927-1928, les camions transportent 114 362 kg d'approvisionnement depuis le terminus ferroviaire du Québec-Central à lac Frontière jusqu'à Churchill Dépôt. Au début de 1929, il fait démanteler le pont à treillis d'acier à 2 travées (acheté à la ville de St-Georges, Québec) qu'il réassemble dans le Maine (Nine-Miles Bridge) sur le fleuve St-Jean qu'il fallait alors traverser sur un chaland ou sur un pont de glace en hiver. Au plus fort des opérations, plus de 3 500 employés transitent annuellement par Churchill Dépôt. La plupart sont des canadiens-français qui le surnomment Édouard King Lacroix et qui lui sont d'une grande loyauté car il respecte les simples travailleurs et leur assure des salaires, des conditions d'hébergement et de nourriture supérieures aux pratiques de l'époque et fournit la machinerie la plus moderne dont 26 semi-chenillés (grumiers) Lombard. Lacroix exploite cinquante camps forestiers et coupe 50 millions de pieds-planche de billots (30,5 x 30,5 x 2,54 cm) et 200 000 cordes de bois de pulpe par année. Les billots (grumes) sont flottés vers le fleuve St-Jean pour son usine de sciage de Keegan et le bois de pulpe est acheminé au lac Eagle sur de gros traineaux (jusqu’à trente) tirés par des semi-chenillés Lombard. Il exploite plusieurs fermes dont celles de Churchill, Clayton, Musquacook, Umsaskis, Sevens Islands, Lac Frontière, St-Aurélie et Pittston.
À lac Eagle, où le bois de pulpe sera chargé dans des wagons par convoyeur, Lacroix construit un village et une immense cour de triage sur l'ancien site du «Tramway». Un plan (basé sur des photos aériennes de 1966), liste 33 bâtiments et équipements (comme les 3 convoyeurs) dont une écurie, un hôtel-dortoir, une importante scierie et un garage pour deux locomotives à vapeur. Chacun des hommes de confiance de Lacroix avait sa maison: Émile Labbé chef mécanicien, son collègue Jos Giguère, Duquette & Fils (qui utilise la draisine pour l'entretien des voies ferrées), Edwin et Sam Robichaud, le forgeron Aurel Ferland, le commis Florian Poulin et le superintendant Auguste Lessard. C'est Olivier Morissette qui supervise les constructions sur les chantiers d'Édouard Lacroix. Le village est électrifié et Lacroix, qui sait que les communications sont essentielles en affaires, a fait installé un réseau téléphonique relié à Lac Frontière. 

## Chemin de fer «Eagle Lake and West Branch Railroad» (EL&WBR)

### Construction du chemin de fer

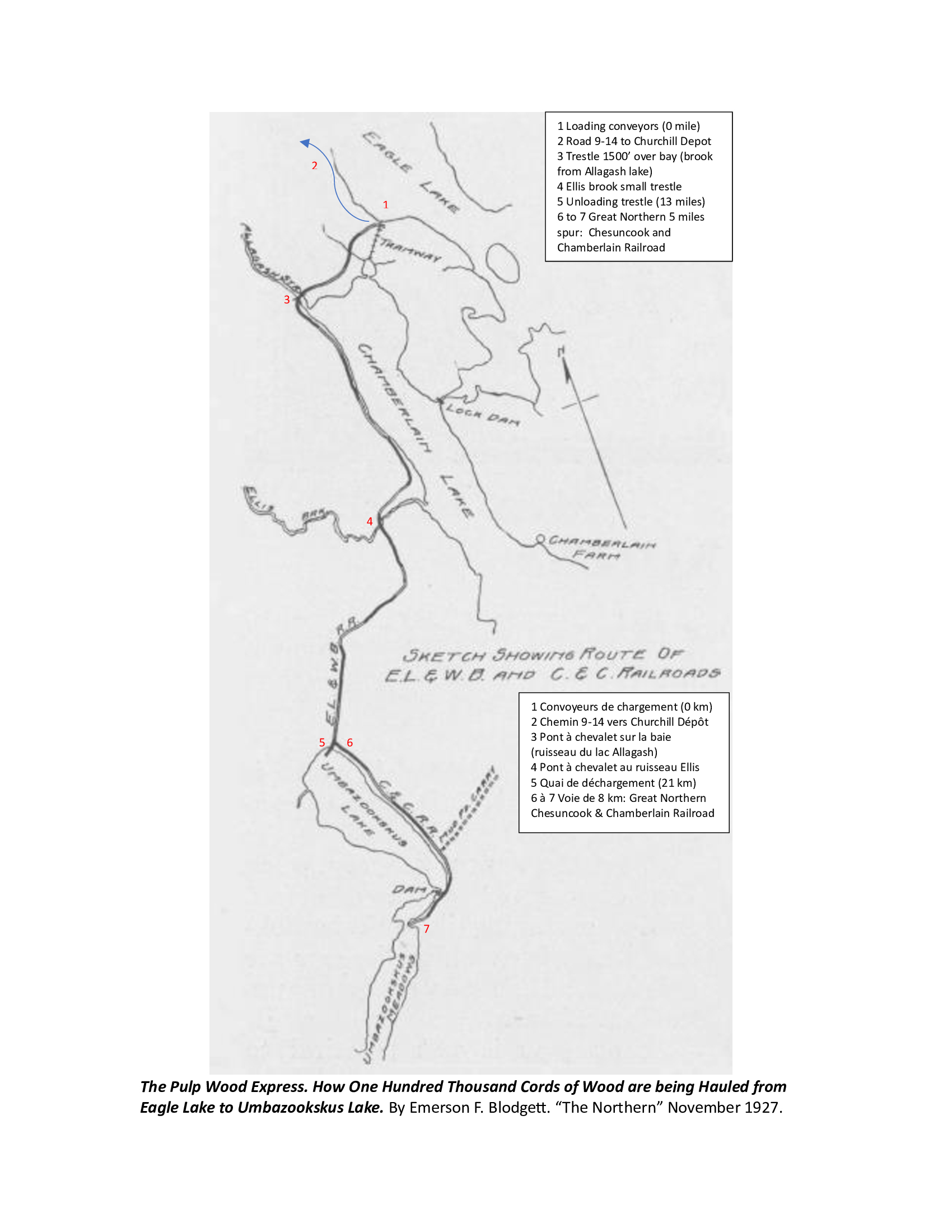
Carte de 1927

Vers 1925, Lacroix propose à la Great Northern un approvisionnement en bois par flottage sur la rivière Musquacook, qui se jette dans la rivière Allagash, jusqu'à un endroit à proximité du fleuve St-Jean où le bois peut être chargé sur le chemin de fer Bangor and Aroostook. Mais le tarif ferroviaire exigé est trop élevé pour que l'opération soit rentable. Indompté, Lacroix propose avec l'ingénieur Orris Albert  Harkness de la Great Northern, de construire un chemin de fer à travers les forêts pour transporter le bois du lac Eagle jusqu'au lac Umbazooksus d'où le bois pourra être flotté sur la branche ouest de la rivière Penobscot jusqu'à Millinocket où se trouve l'usine à papier de la Great Northern.  Le tracé du chemin de fer est établi par les ingénieurs forestiers de la Great Northern Paper Co. : L. E. Houghton, C. M. Hilton et Earl Vickery. Malgré son coût élevé, le nouveau chemin de fer sauve 35 ¢/corde de bois par rapport au tarif de la Bangor & Aroostook. 
Au cours de l'hiver 1926-1927, Lacroix utilise des semi-chenillés Lombard pour acheminer du matériel ferroviaire lourd par voie terrestre de Lac-Frontière (Québec), jusqu'à Churchill Depot et au site du tramway de lac Eagle. Le matériel lourd à transporter inclut deux locomotives à vapeur (72 et 90 tonnes, la chaudière de la 90 tonnes est enlevée pour être transportée séparément), une pelle mécanique à vapeur Erie B2, deux aiguilleurs de marque Plymouth, des kilomètres de rails en acier (600 tonnes de rails et de quincaillerie ferroviaire) et 45 wagons plats mesurant 9,8 m de long, qui seront modifiés sur place avec un plancher incliné et des côtés hauts en lattes, pouvant contenir 12 cordes de bois. La pelle est prévue pour récupérer le gravier nécessaire à l'assise de rails, excaver la «grosse tranchée» de 460 m à partir du lac Eagle et ouvrir des tranchées à travers les flancs de colline; elle est aussi utilisée pour enfoncer les énormes pieux des trois ponts sur chevalets (nord du lac Chamberlain, Ellis Brook et lac Umbazooksus).

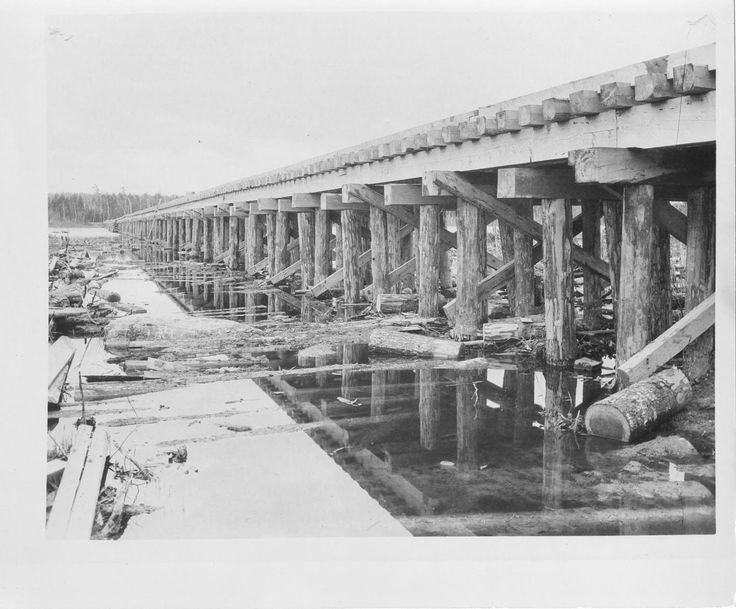
Pont à chevalets de 1500 pieds (457,2 m).

Trois convoyeurs sont construits pour récupérer le bois du lac Eagle, le transporter sur une distance de 68,6 m et à une hauteur de 7,6 m pour charger les wagons. Un des trois moteurs de convoyeur actionne aussi une génératrice pour éclairer les principaux bâtiments du site. Deux des convoyeurs fonctionnent simultanément et chacun peut remplir un wagon en 18 minutes (il y en a toujours un d'arrêté pour entretien ou réparation); un treuil à vapeur, avec un système de câbles, permet de déplacer les wagons sous les convoyeurs sans utiliser l'aiguilleur. Un pont ferroviaire à chevalet en bois de 460 m de long (incluant 5 sections de 6 m de portée appuyées sur des digues d'enrochement) et 3 m de hauteur au-dessus de l'eau, est construit pour traverser une baie à l'extrémité nord du lac Chamberlain où une rivière se dirige vers le lac Allagash. Pour faciliter le déchargement du bois, une jetée sur chevalet de 183 m de long est construite à l'autre extrémité de la voie, au nord du lac Umbazooksus qui permet de rejoindre la branche ouest de la rivière Penobscot via le lac Chesuncook. Sur les lacs Churchill, Eagle, Umbazooksus et Chesuncook, le bois flotté  doit être encerclé dans des estacades flottantes (log boom) pour être remorqué par des bateaux motorisés. 

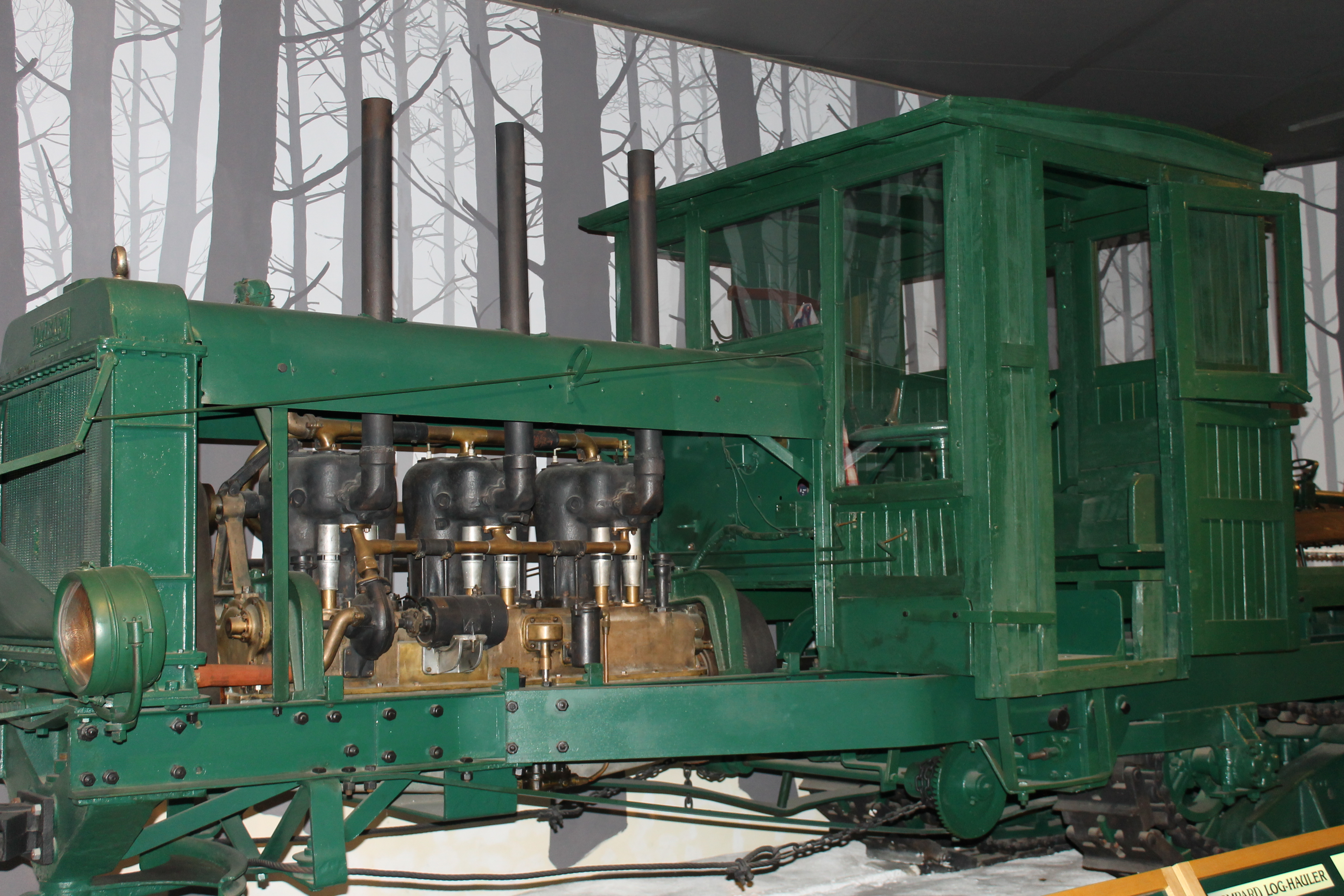
Tracteur Lombard 1918 récupéré au lac Eagle.

### Fonctionnement

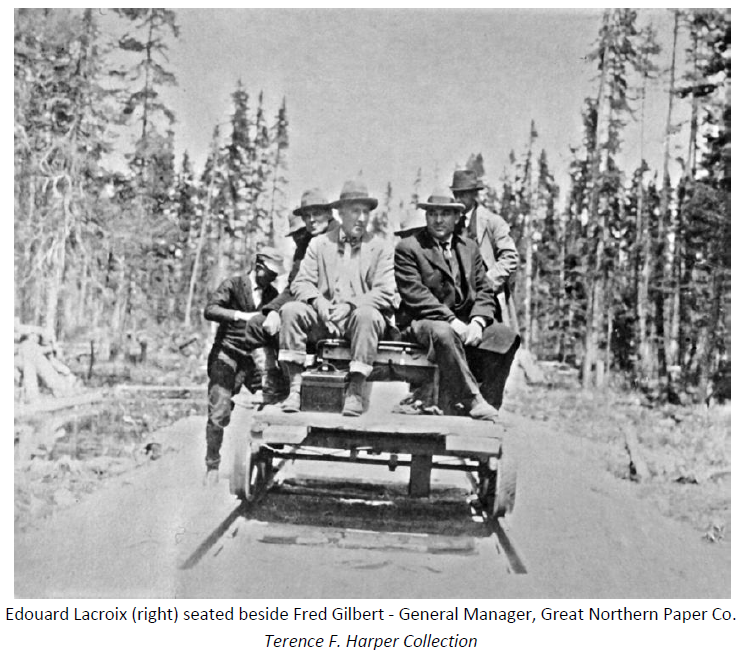
Draisine motorisée avec à l'avant Fred Gilbert (general manager Great Northern Paper Co) et Édouard Lacroix.

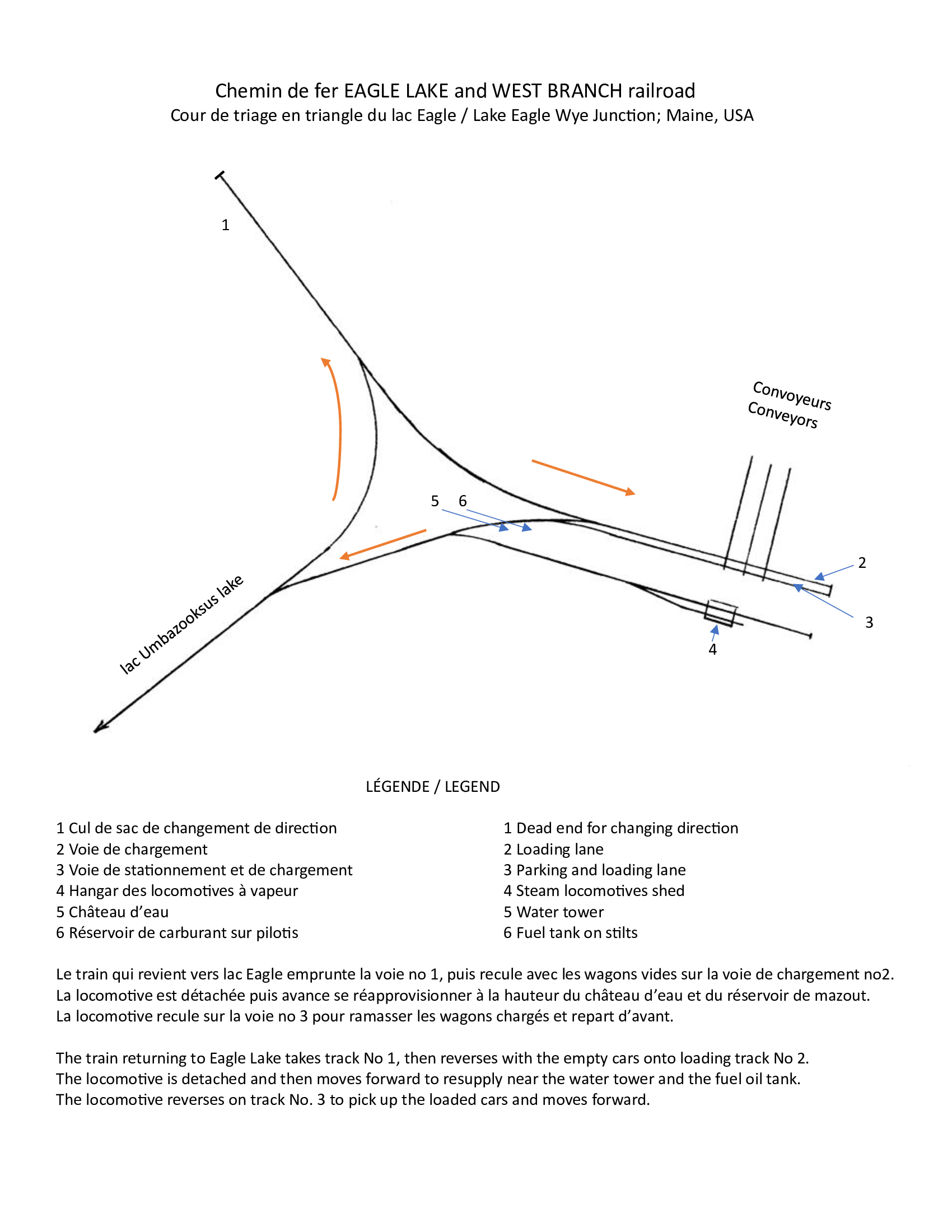
Cour de triage.

La voie ferrée est prévue pour utiliser une seule locomotive et comporte, à chaque extrémité, une cour de triage en triangle où le train pénètre par le sommet. La base est prolongée d’un côté par une voie de garage où le train avance pour ensuite reculer de l’autre côté sur l’une des deux voies parallèles de chargement ou déchargement des wagons. Ces derniers sont décrochés et la locomotive repart vers l’avant par l'autre côté du triangle pour se ravitailler (à lac Eagle seulement), en seulement 10 minutes,  au château-d’eau et au réservoir de carburant sur pilotis (alimentation par gravité) situés à l’entrée du triangle; ensuite, elle recule de nouveau pour accrocher les wagons (chargés ou vidés) sur la voie parallèle où ils avaient été déplacés par l’aiguilleur.
Le chemin de fer EL&WB entre en fonction le premier août 1927 et, initialement, les opérations de routine s'effectuent vingt-quatre heures sur vingt-quatre, avec trois trains de dix wagons, remorqués à tour de rôle par la locomotive (no 1): un train de wagons vides est en cours de chargement par convoyeur au lac Eagle, un train chargé de bois est en déplacement avec la locomotive et l'autre est déchargé au débarcadère du lac Umbazooksus (ce qui permet le flottage du bois jusqu'à la branche ouest de la rivière Penobscot à Millinocket); l'aller-retour s'effectue en 3 heures. Achetée en 1927, la locomotive no 1 date de 1897, est en mauvais état, manque de puissance et la voie ferrée comporte plusieurs faiblesses qui provoquent de nombreux déraillements. Les opérations sont arrêtées pendant une semaine et tous les ouvriers travaillent à consolider l'assise des rails; les opérations reprennent avec une journée de travail réduite à 15 heures ou à au moins 5 voyages. En mars 1928, la locomotive no 2 est transportée sur place pour remplacer la no 1 qui n'est utilisée que pour du travail d'aiguillage ou lorsque la no 2 nécessite des réparations; la no 2 remorque entre treize et quinze wagons chargés. En vue d'accélérer le déchargement du bois au nord du lac Umbazooksus, le rail extérieur de la jetée avait été surélevé de 15 cm par rapport au rail du bord du lac; de plus, le plancher de chaque wagon est incliné de 30 cm du côté déchargement dont le panneau à lattes est articulé par le haut pour s'ouvrir lorsque les loquets du bas sont relâchés pour laisser le bois glisser dans le lac (ce panneau articulé a été conçu par le mécanicien en chef de Lacroix, Émile Labbé). Un barrage flottant le long de la jetée, est relié à une poulie fixée à un point d'ancrage plus loin sur le lac, ce qui permet de repousser les billots vers le large avec l'aiguilleur. Les débris d'écorce qui s'accumulent au fond du lac doivent être déplacés périodiquement et c'est encore l'aiguilleur qui remorque un râteau le long de la jetée afin de maintenir la profondeur nécessaire au flottage. De 1927 à 1933, un total de 692 825 cordes de bois sont acheminées à la «Great Northern Paper Company» (la plus grosse usine à papier au monde) qui fabrique environ un cinquième de la production annuelle de papier des États-Unis.
Les deux locomotives à vapeur, originellement au charbon, sont converties pour brûler du mazout (les cendres et le mâchefer évacués sur les voies ferrées sont à l'origine de nombreux feux de forêt). Les produits pétroliers pour alimenter les convoyeurs à bois, les aiguilleurs et les locomotives à vapeur, représentent une part importante des fournitures nécessaires à l'exploitation du chemin de fer; à elles seules, les locomotives consomment  950 000 litres de mazout par saison de juin à novembre et les compagnies pétrolières américaines commencent à protester (en hiver, Lacroix s'approvisionne à Lac Frontière, au Canada et entrepose le mazout dans 12 citernes sur le site de Eagle Lake pour utilisation l'été suivant). En 1926, la compagnie Great Northern construit un embranchement de 8 km au sud de la voie ferrée, qui n'est pas prévu pour le transport de bois; il ne nécessite aucun travail important d’excavation à travers des collines ou de remplissage. Nommé «Chesuncook and Chamberlain Lake Railroad», l'embranchement permet de s'approvisionner à partir de la jonction Greenville (Maine), sur la voie ferrée «St-John-Montreal» du chemin de fer Canadian Pacific et l'extrémité d'un embranchement de la Bangor & Aroostook Railroad. Les marchandises sont transportées sur 72,4 km de route forestière, puis sur le lac Chesuncook par le bateau à vapeur à roues à aubes «AB Smith»; le reste du trajet s'effectue sur le nouvel embranchement qui débute au débarcadère des bateaux à vapeur, à l'extrémité nord du lac Chesuncook, longe la rive Est du lac Umbazooksus jusqu'à son extrémité nord où il rejoint le quai de déchargement du bois du chemin de fer de Lacroix,. La Great Northern fait modifier par la compagnie Lombard un semi-chenillé de 10 tonnes, en «camion ferroviaire» (surnommé Casey Jones) pour faciliter les travaux de construction. Un troisième aiguilleur (en sus des deux de Lacroix») sera transporté à partir de Greenville pour tirer les wagons du train de marchandise utilisé sur l'embranchement ferroviaire.

### Fin des opérations
La demande de papier diminue drastiquement pendant la Grande Dépression et le chemin de fer est fermé en 1933 à la fin du contrat de Lacroix. Les trois aiguilleurs et les rails de l'embranchement «Chesuncook and Chamberlain Lake Railroad» sont récupérés par la Great Northern tandis que les locomotives à vapeur sont remisées sur place dans l'atelier-hangar utilisé pendant les mois d'hiver. Les wagons sont abandonnés tout près, une dizaine de semi-chenillés Lombard sont entreposés dans l'atelier de Churchill et la pelle à vapeur est laissée dans une petite carrière à gravier près de Nine Mile Bridge sur le fleuve St-Jean. Lorsque les conditions économiques se sont améliorées après la seconde guerre mondiale, il est plus rentable pour la Great Northern d'utiliser des camions plutôt que de restaurer le chemin de fer et les vieilles locomotives. Le pont à chevalet du lac Chamberlain s'est détérioré progressivement pour s'effondrer à l'hiver 1946-1947. Côté sud du pont, les employés du Maine Forest Service utilisent le camion ferroviaire jusqu’en 1960, lorsque l’état des rails ne permet plus la circulation ; côté nord, ils ont continué d'utiliser la draisine motorisée (Fairmont railcar) sur la section de deux milles entre le lac Eagle et le lac Chamberlain jusqu'à la fin des années soixante.
L'atelier des locomotives abandonnées est devenu une destination populaire pour les motoneigistes dans les années 1960 et des accessoires de laiton comme les jauges, les cloches, les phares et les plaques d'immatriculation ont commencé à disparaître des locomotives. L'atelier est détruit accidentellement en 1969. L'État du Maine (qui prend possession de la région des «Allagash Waterway» en 1966), décide de détruire les vieux bâtiments pour des raisons de sécurité et pour maintenir l'aspect naturel. En1969, le Service des Forêts du Maine reçoit l'ordre de relocaliser ses quartiers et de détruire sa Maison Forestière et les bâtiments associés dans le secteur du Tramway; l'employé chargé du travail comprend qu'il fallait brûler tous les bâtiments, ce qu'il fait, incluant le hangar des locomotives et probablement les ruines du pont à chevalet qui ont brûlé à cette époque.
En 1995, des travaux de conservation sont effectués, une locomotive couchée dans la boue est redressée, les chemises des chaudières des locomotives et le revêtement en amiante sont retirés. Les coques des locomotives dépouillées et peintes en noir restent un rappel unique de la révolution industrielle dans les forêts du nord du Maine.

### Caractéristiques du matériel roulant

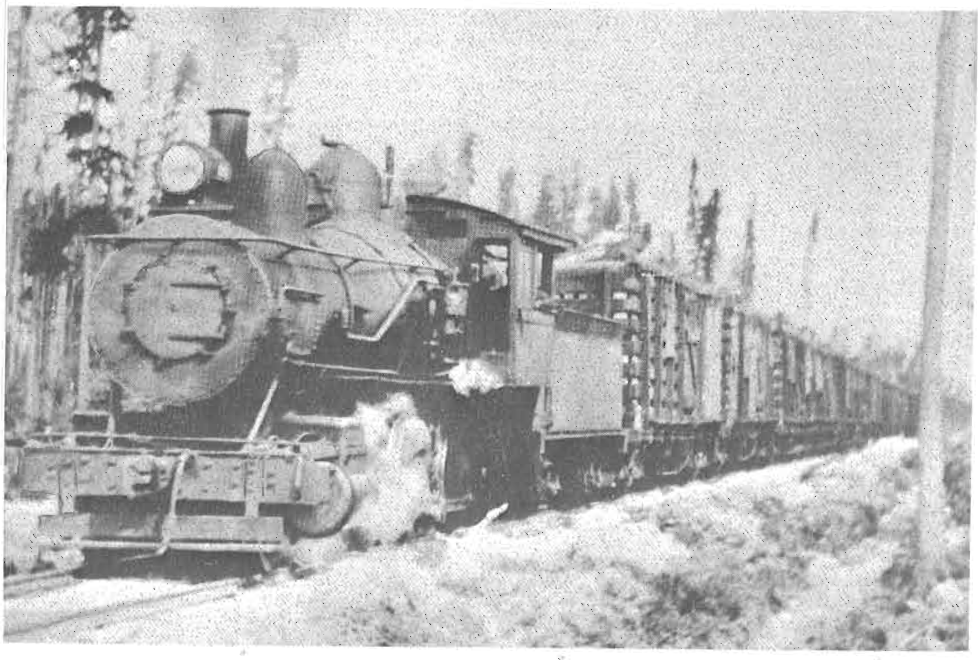
Locomotive No 1, avec rouage 4-6-0, tirant 12 wagons.
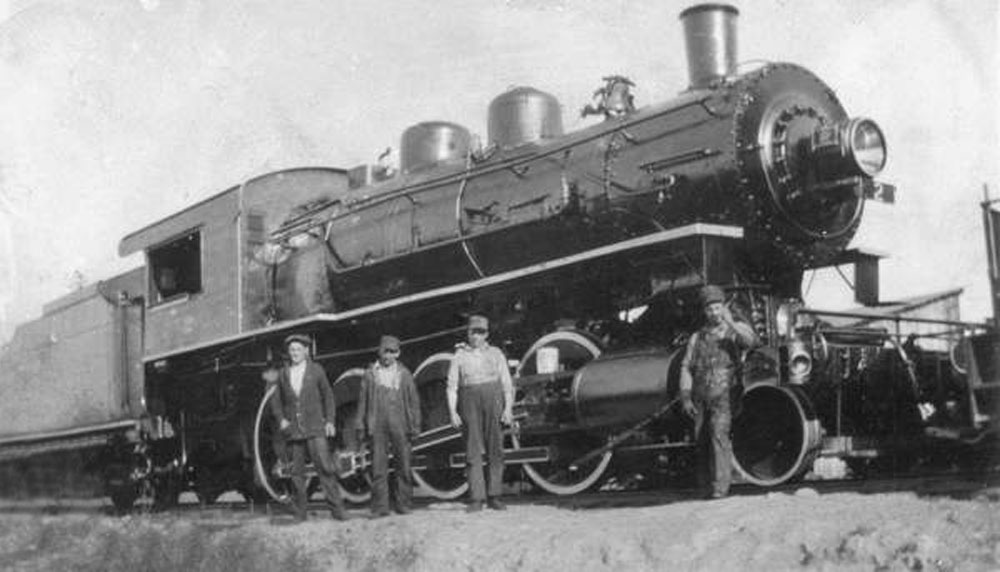
Locomotive No 2, avec rouage 2-8-0 (2 roues avant et 8 roues motrices)
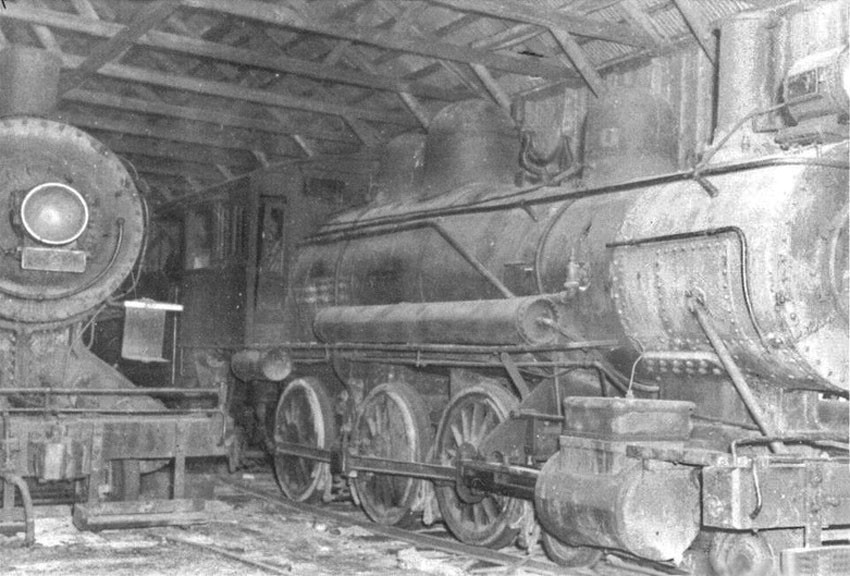
Loco #2 & #1 dans le hangar original où elles ont été abandonnées.
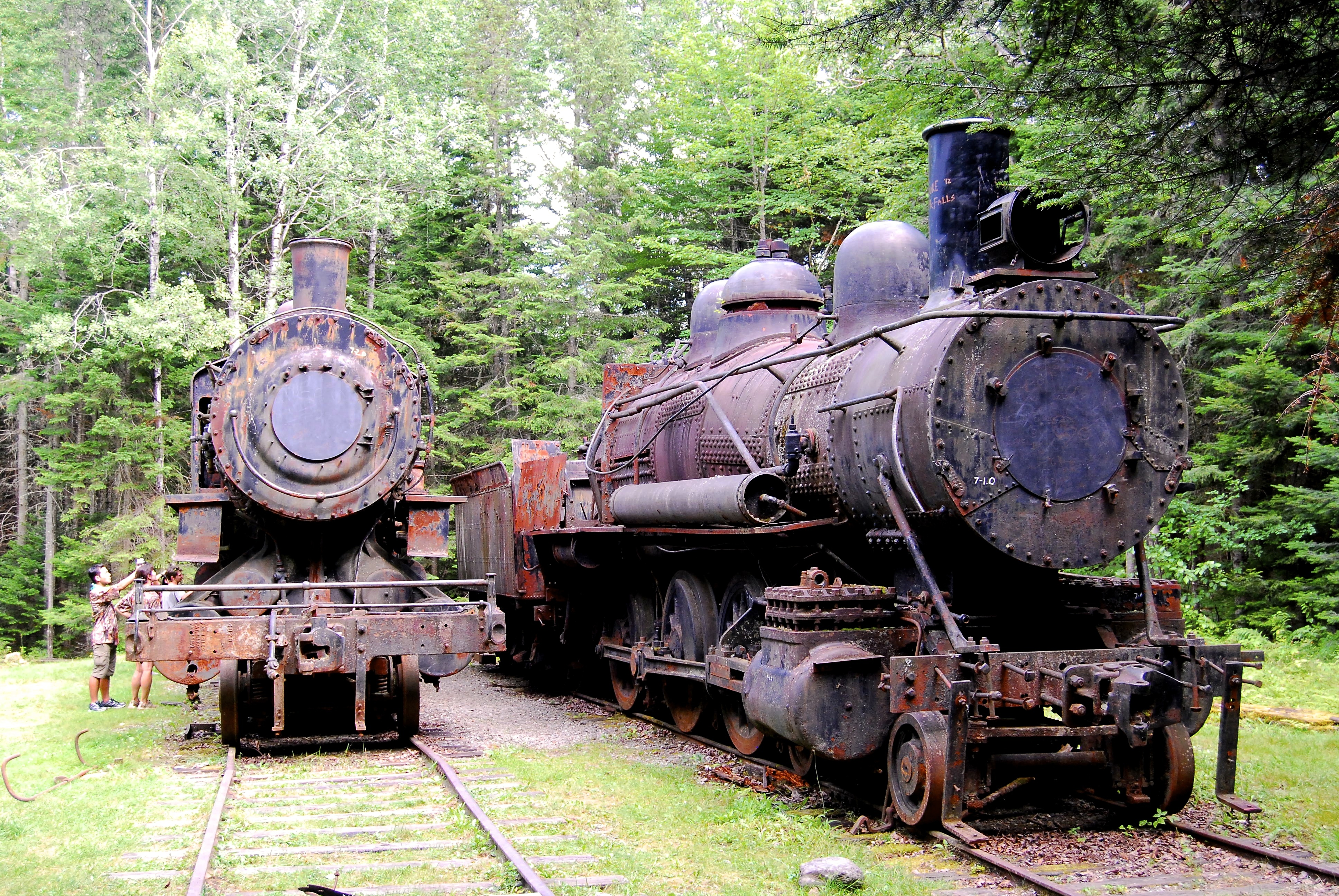
No 2 et No 1 en 2013. Cabine en bois de la No 1 incendiée.
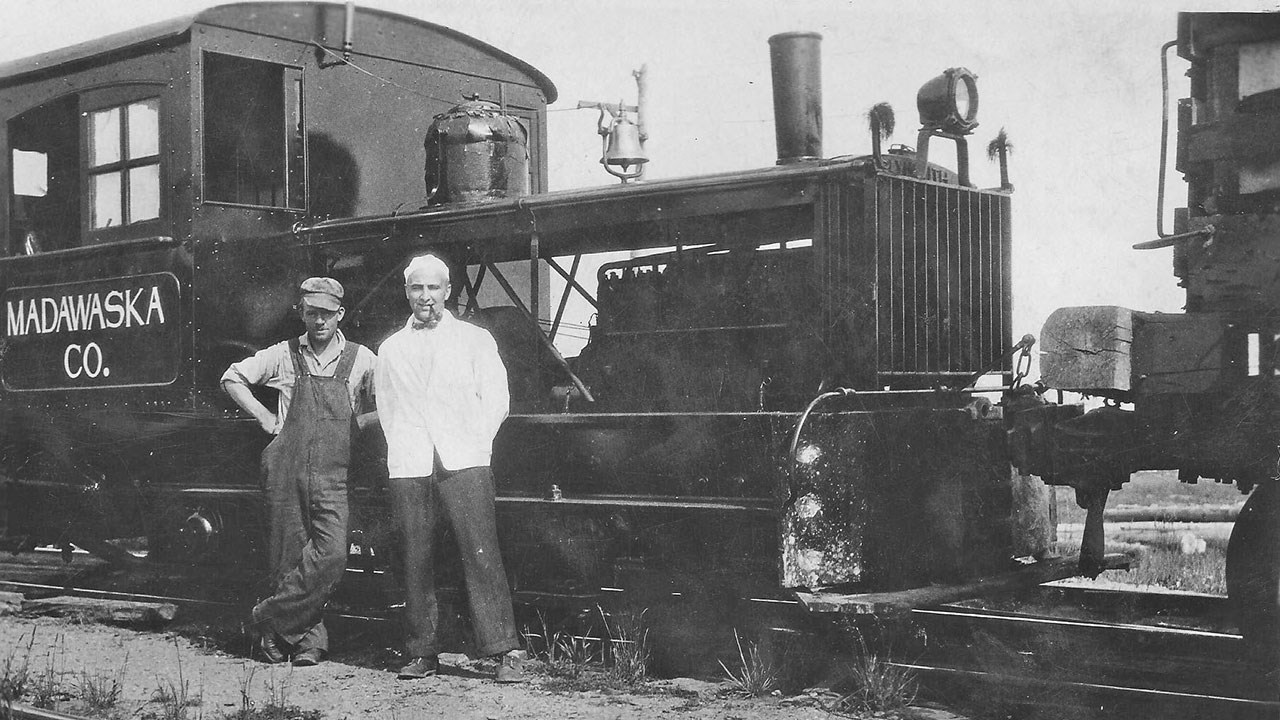
Aiguilleur Plymouth vers 1928

|      | Made by             | Town Year        | Class/Model Serial  | Loco. Weight/ On drivers    | Tender empty Loaded  | Rating          |
| No 1 | American Locomotive | Schenectady 1897 | F-53/4-6-0 4553     | 142,000 lb 109,000 lb       | 33,440 lb 91,500 lb  | 25.6% 27,904 lb |
| No 2 | American Locomotive | Brooks 1901      | G-43A/2-8-0 4062    | 180,000 lb 158,000 lb       | 50,600 lb 124,500 lb | 36.8% 60,040 lb |
|      | Fabricant           | Ville Année      | Classe/Modèle Série | Poids loco./ Sur roues mot. | Annexe vide Chargée  | Capacité        |

| SWITCHER (en)   | Engine 6 Cyl. | Bore     | Stroke   | CID       | HP (rpm)    | Serial (3 units)      |
| Plymouth 18-Ton | Clymax R 6U   | 6.000    | 7.000    | 1187.5    | 194 @ 1,200 | Lacroix 2201 & 2206   |
| (16 330 kg)     | Clymax R 6U   | 152,4 mm | 177,8 mm | 19,5 L    | 144,7 kW    | G. Northern 2346      |
| AIGUILLEUR (fr) | Moteur 6 cyl. | Alésage  | Course   | Cilyndrée | Puissance   | Série (3 aiguilleurs) |